# Mircea Oltean
Mircea Teodor Oltean (n. 8 ianuarie 1982) este un jucător de fotbal român retras din activitate.